# 黃貴
黃貴為中國清朝武官官員，本籍福建。出身的黃貴於1833年（道光13年）奉旨接替周承恩，於台灣地區擔任台灣水師協副將。而隸屬台灣鎮之下的此官職是台灣清治時期的這階段，全台灣的海防軍事層級最高武將，其統帥三標水營，數千名水師兵勇。
| 前任： 周承恩 | 台灣水師協副將 1833年上任 | 繼任： 張朝發 |